# Orgaanvlees

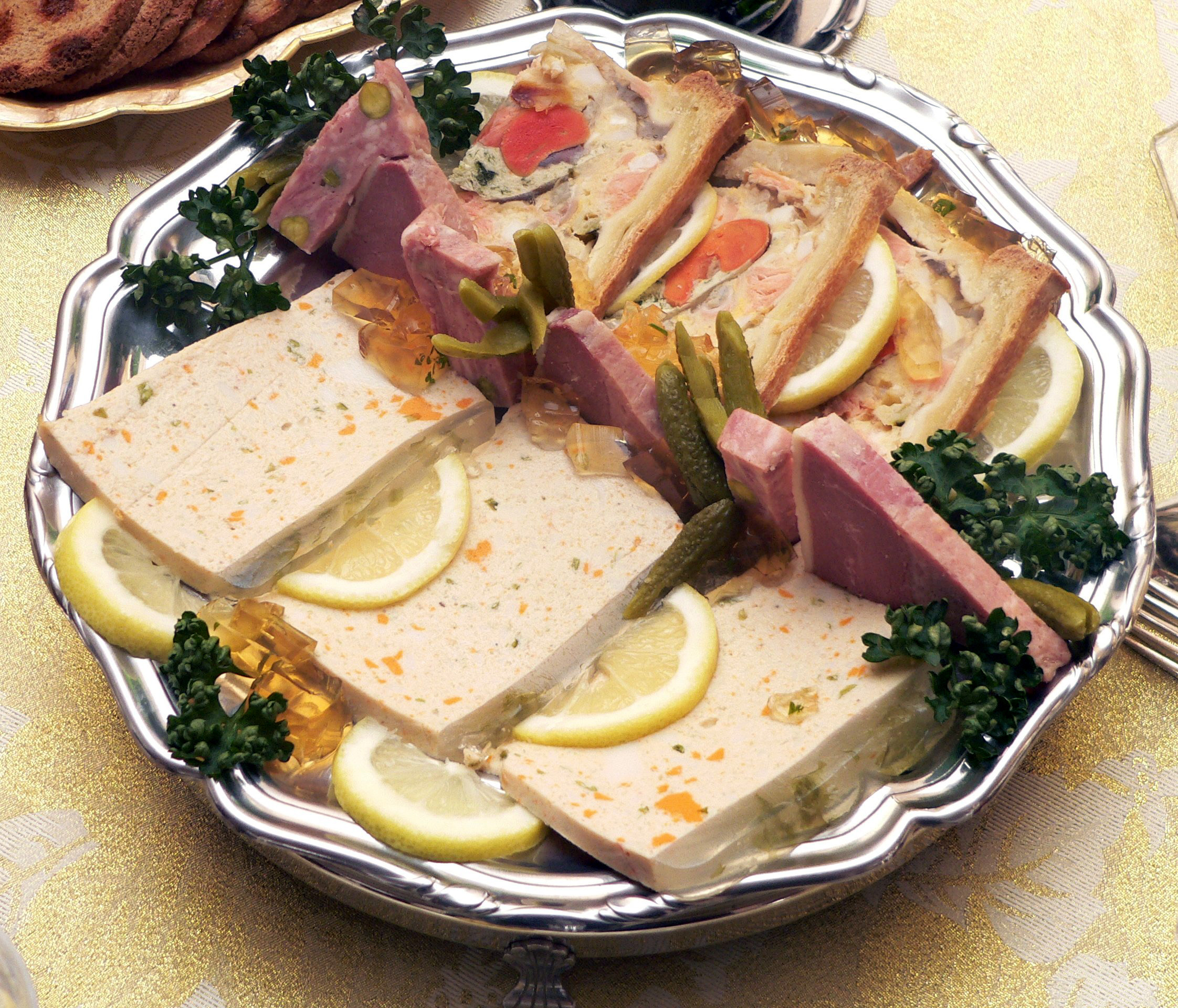
Enkele gerechten met orgaanvlees, zoals paté, worden beschouwd als culinaire bereidingen.

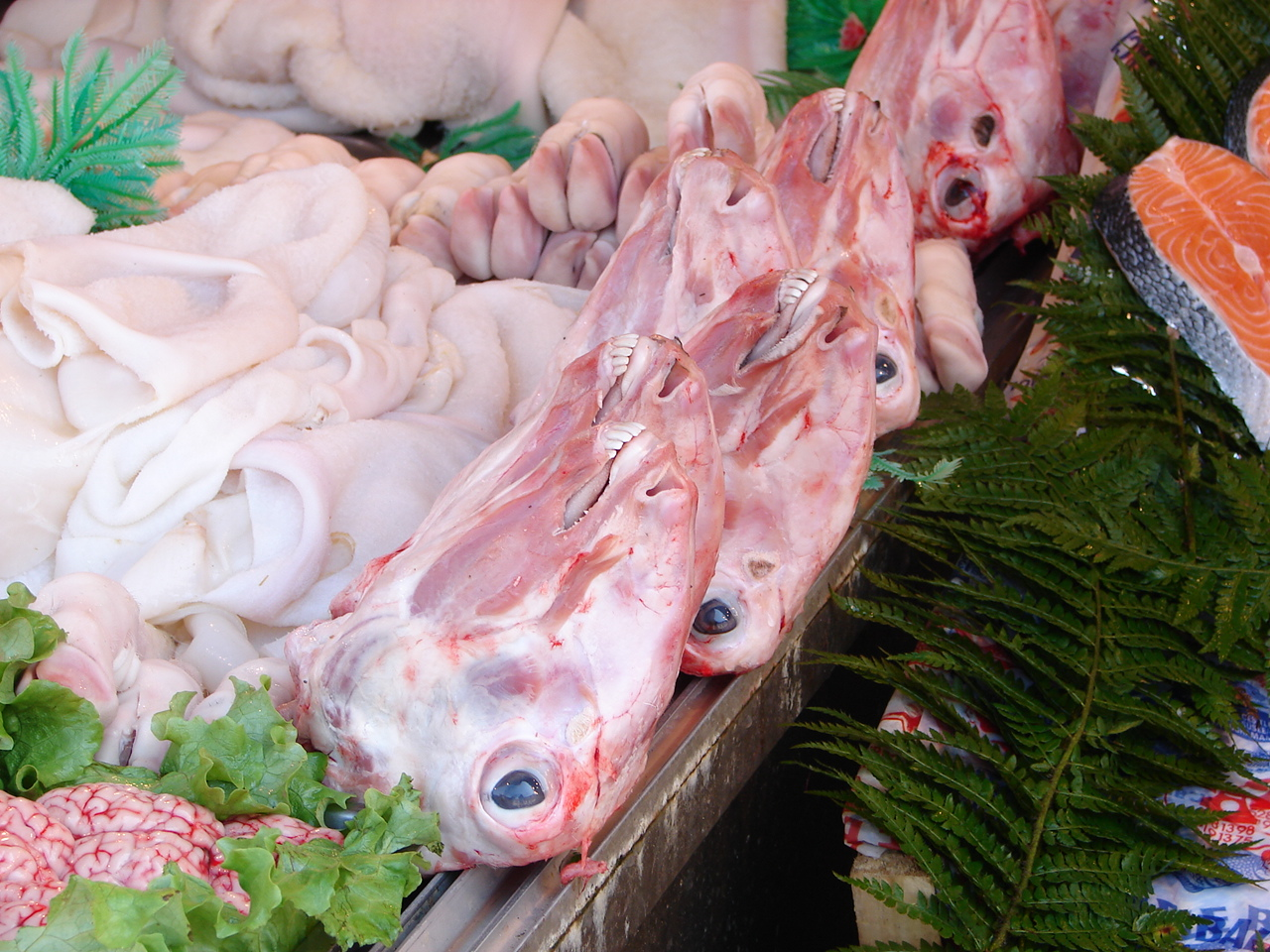
Orgaanvlees van koppen, hersenen, maag en lamspoten op een markt in Istanboel.

Orgaanvlees is vlees van de inwendige organen en ingewanden van een geslacht dier. Dit kan gaan over de meeste organen behalve spieren en been. In sommige culturen wordt dit vlees vermeden, in andere staat het op het dagelijkse menu of is het zelfs een delicatesse. Voorbeelden uit de internationale gastronomie zijn foie gras, paté en kalfszwezerik.
Orgaanvlees wordt dikwijls gezien als bijproduct van de slacht. Als het niet gebruikt wordt voor menselijke consumptie wordt het veelal gebruikt als meststof, en soms als honden- of kattenvoer.

## Europa

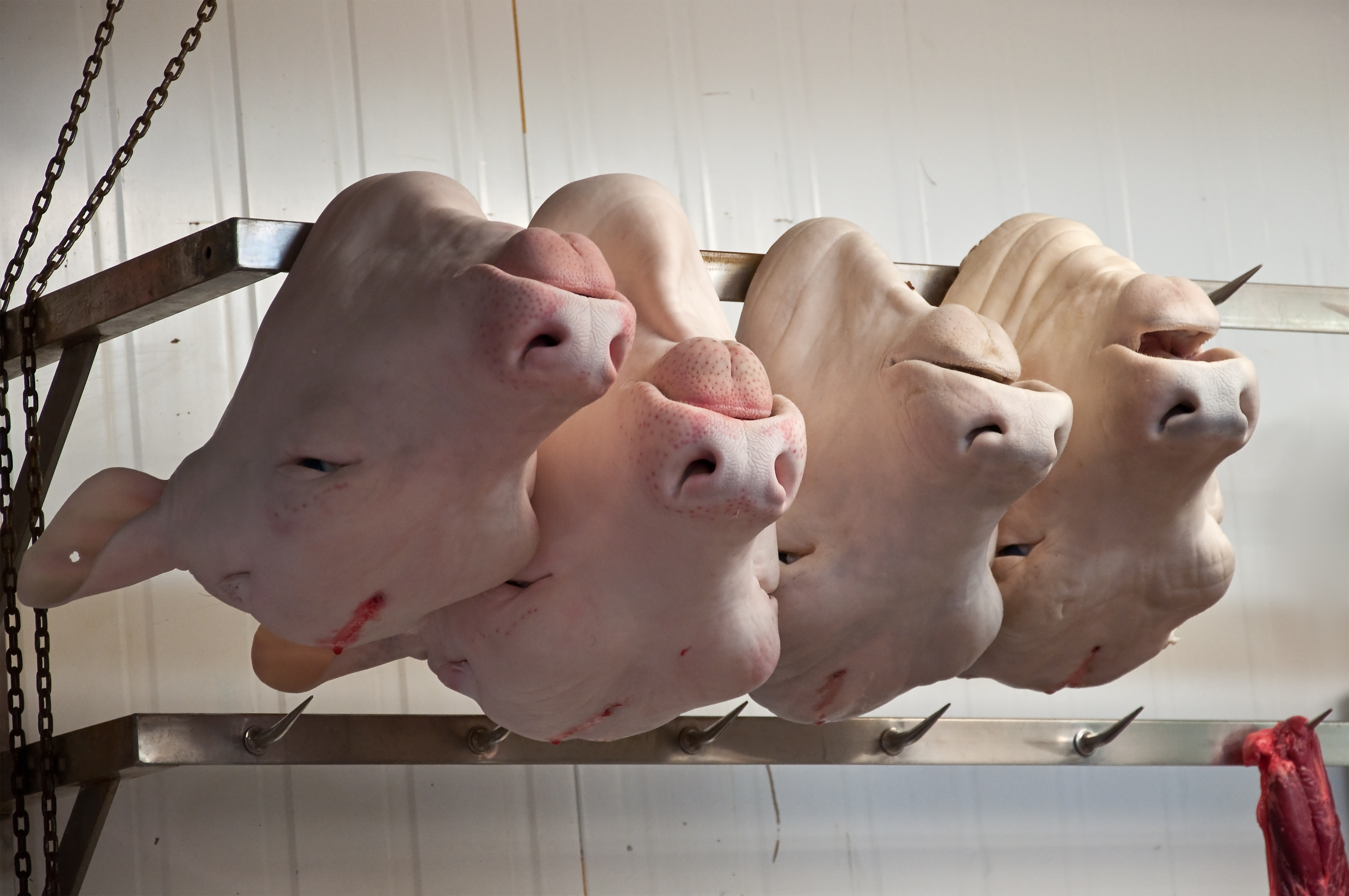
Kalfskoppen

In sommige delen van Europa zijn scrotum, hersenen, hart, kop en poten (van varken, kalf, schaap of lam), niertjes, lever, milt, long, kalfszwezerik (thymus), testikels, tong, snuit, pens en maag van verschillende dieren onderdeel van het gewone menu.

### België en Nederland
België kent verschillende gerechten met orgaanvlees. Rundstong of kalfstong in maderasaus met champignons en niertjes in mosterdsaus zijn de meest bekende. Het klassieke stoofvlees of carbonade flamande, rundsstoverij met uien en donker bier, bevatte gewoonlijk ook lever of nier om het goedkoop te houden.
Bloedworst is bekend, zowel in Nederland als in België. Ook hoofdkaas staat in beide landen op het menu. Dit is vlees en weefsel van dierenschedels (meestal varken) dat gekookt is, afgekoeld en gebonden met gelatine. Verder wordt in de Lage Landen leverworst, en van oudsher ook gebakken levertjes met ui en gebakken niertjes gegeten.
De bekende tv-kok Piet Huysentruyt zette orgaanvlees dikwijls op het menu in zijn restaurants.
In Brussel hebben sommige restaurants nog choesels op het menu, een ragout van pens, alvleesklieren en teelballen met donker bier, uien en champignons.

### Scandinavië

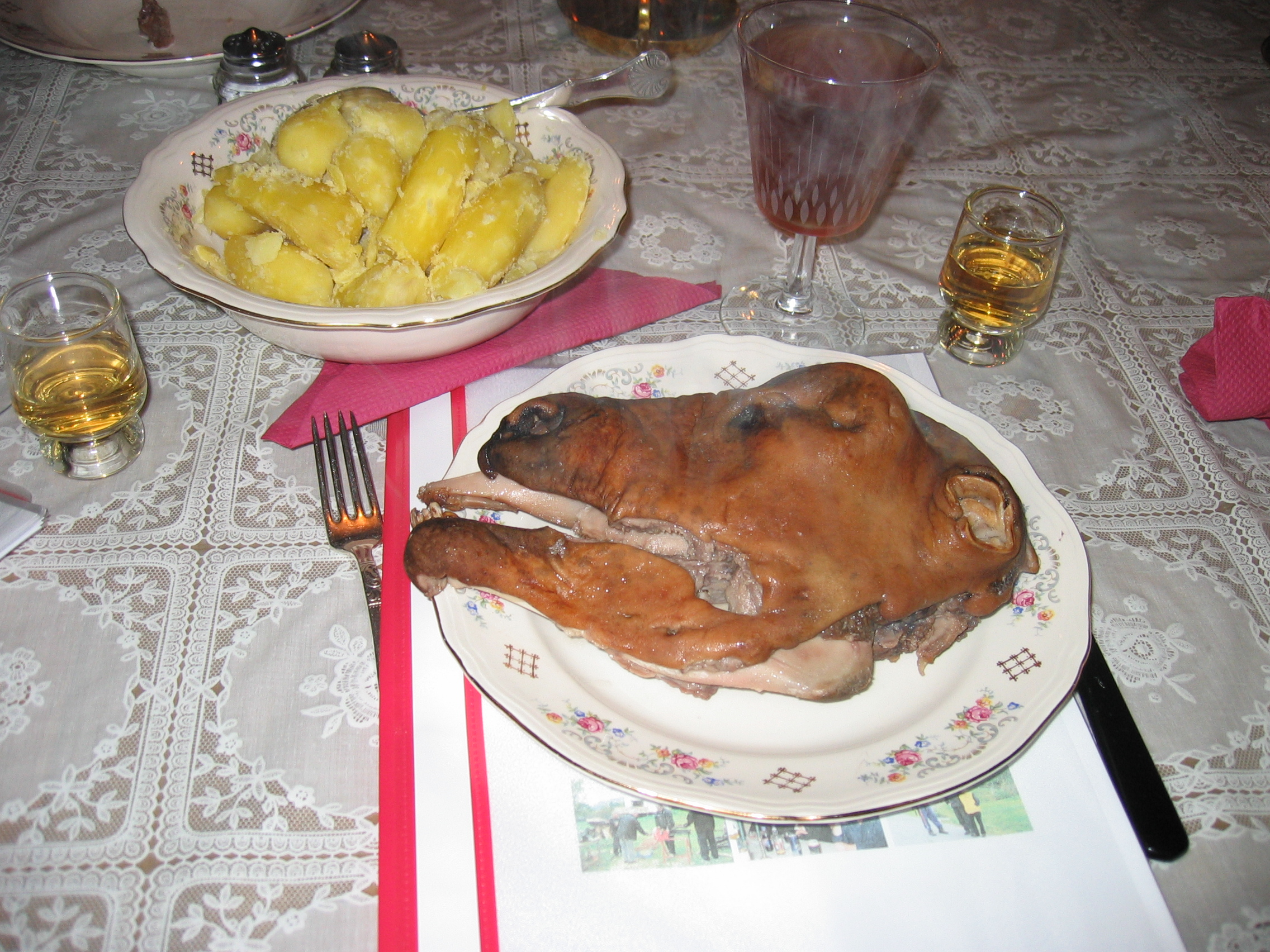
Een bord met smalahove in Voss, Noorwegen

In Noorwegen is de smalahove een traditioneel gerecht, gewoonlijk gegeten rond of voor kerstmis, en gemaakt van een schapenkop. Een andere specialiteit is smalaføtter, een ander traditioneel gerecht gemaakt van lamspoten. Syltelabb is gekookte en gezouten varkenspoot.
De Denen beschouwen leverpastei onder de naam leverpostej als een nationaal gerecht. Het smeersel wordt genuttigd op broodjes of roggebrood. Het verbruik is per jaar ongeveer 14.000 ton, het bekendste merk is Stryhn's. Soorten van hoofdkaas en bloedworst worden in de winter veel gegeten.

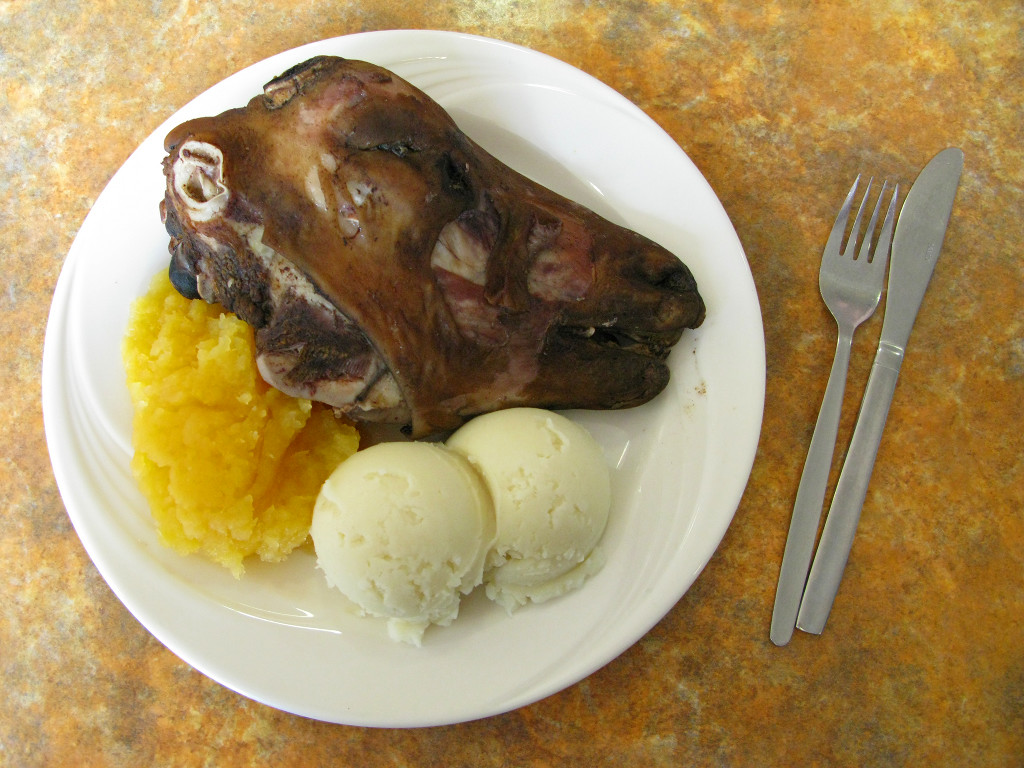
Svið met aardappelpuree en bietenpuree op BSÍ in Reykjavík.

IJsland heeft een eigen versie van haggis en hoofdkaas. De IJslandse haggis heet "slátur" (slacht) en de hoofdkaas "Svið".
Zweden heeft een soort bloedworst met de naam "blodpudding". Pölsa is gemaakt met lever of hart, uien en kruiden en wordt opgediend met gekookte aardappelen, ei en rode biet. Andere gerechten zijn "levergryta" (leverstoverij) en "leverpastej" (leverpastei).
Finland heeft ook zijn eigen soort bloedworst: mustamakkara. Lever wordt in allerlei vormen gegeten, zoals gebakken en gesneden of gehakt. Sommige wildgerechten gebruiken ook lever.

### West-Europa

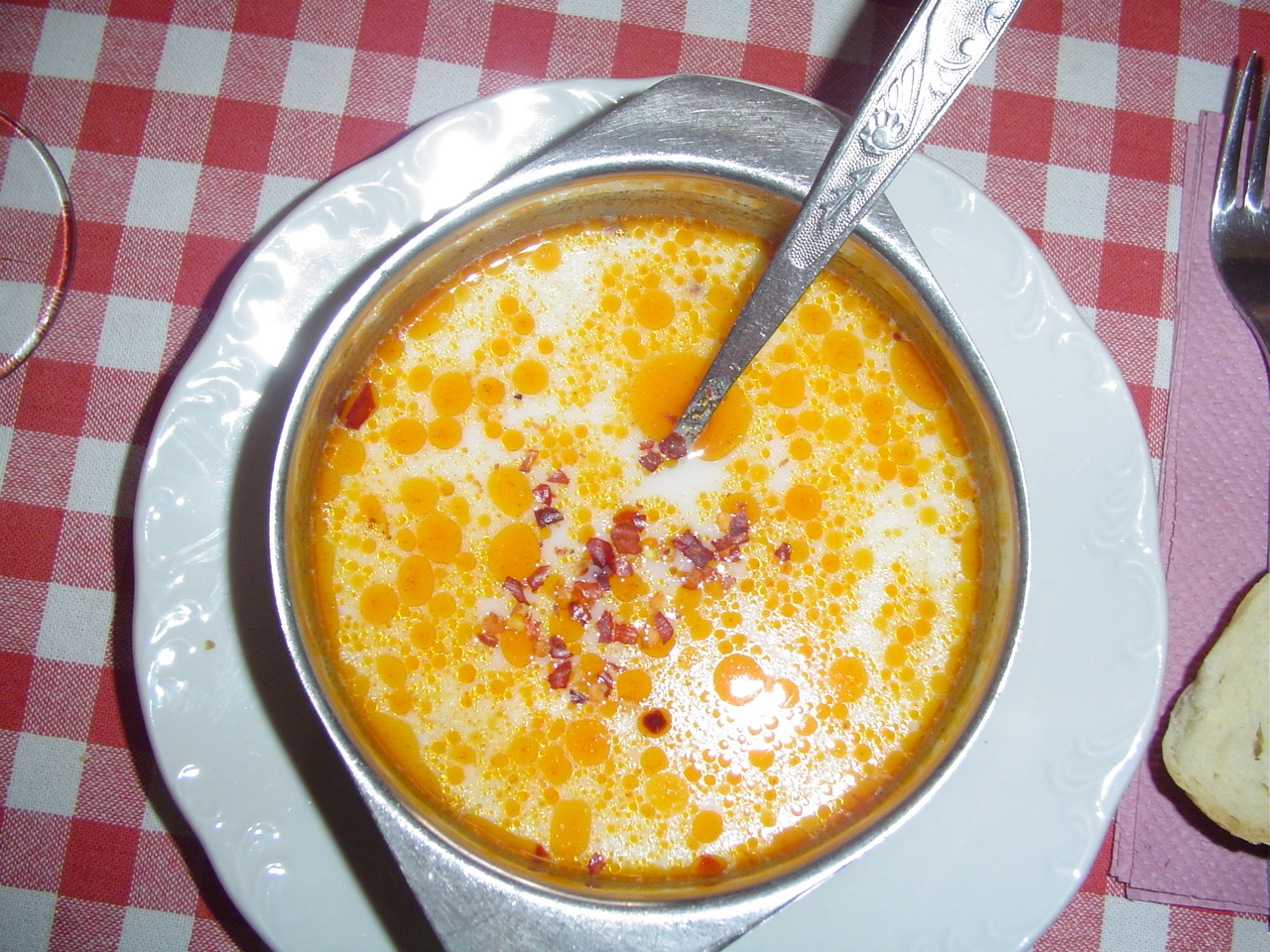
Shkembe chorba

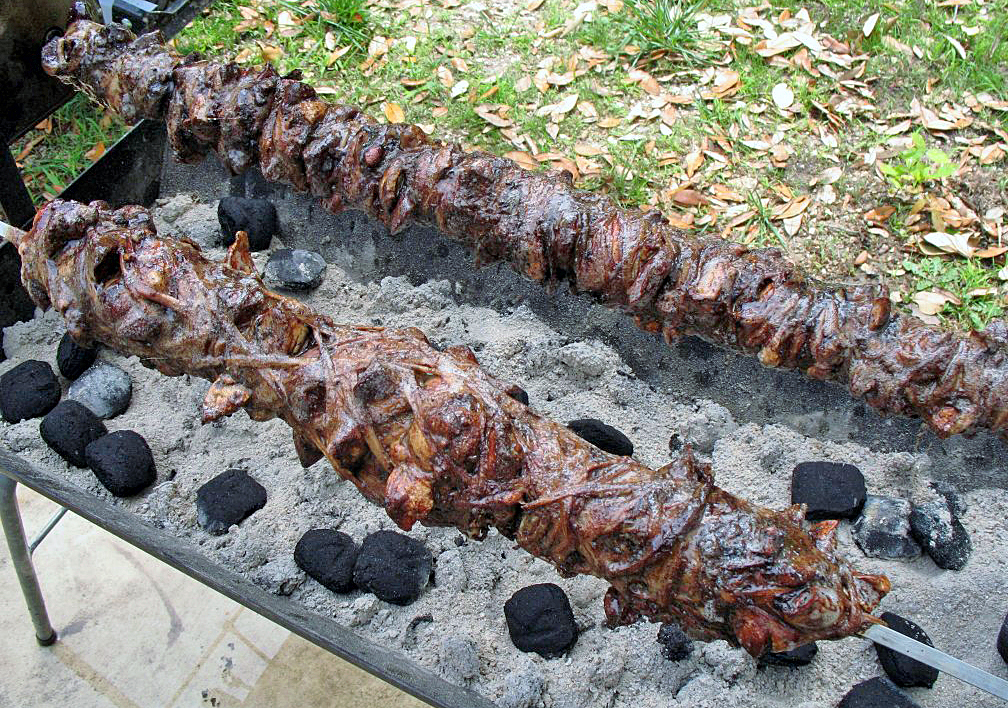
Kokoretsi aan het spit

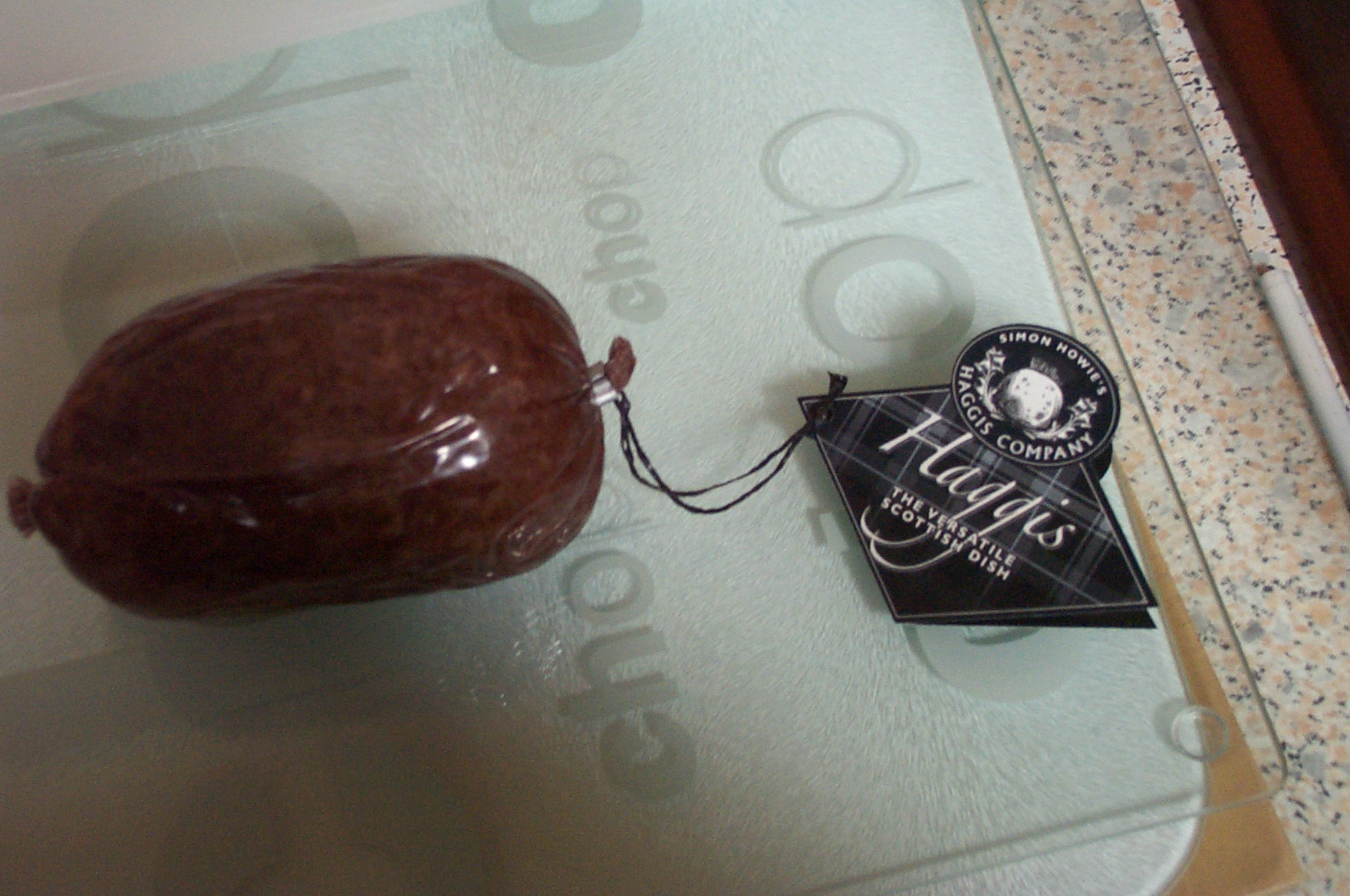
Ongekookte haggis

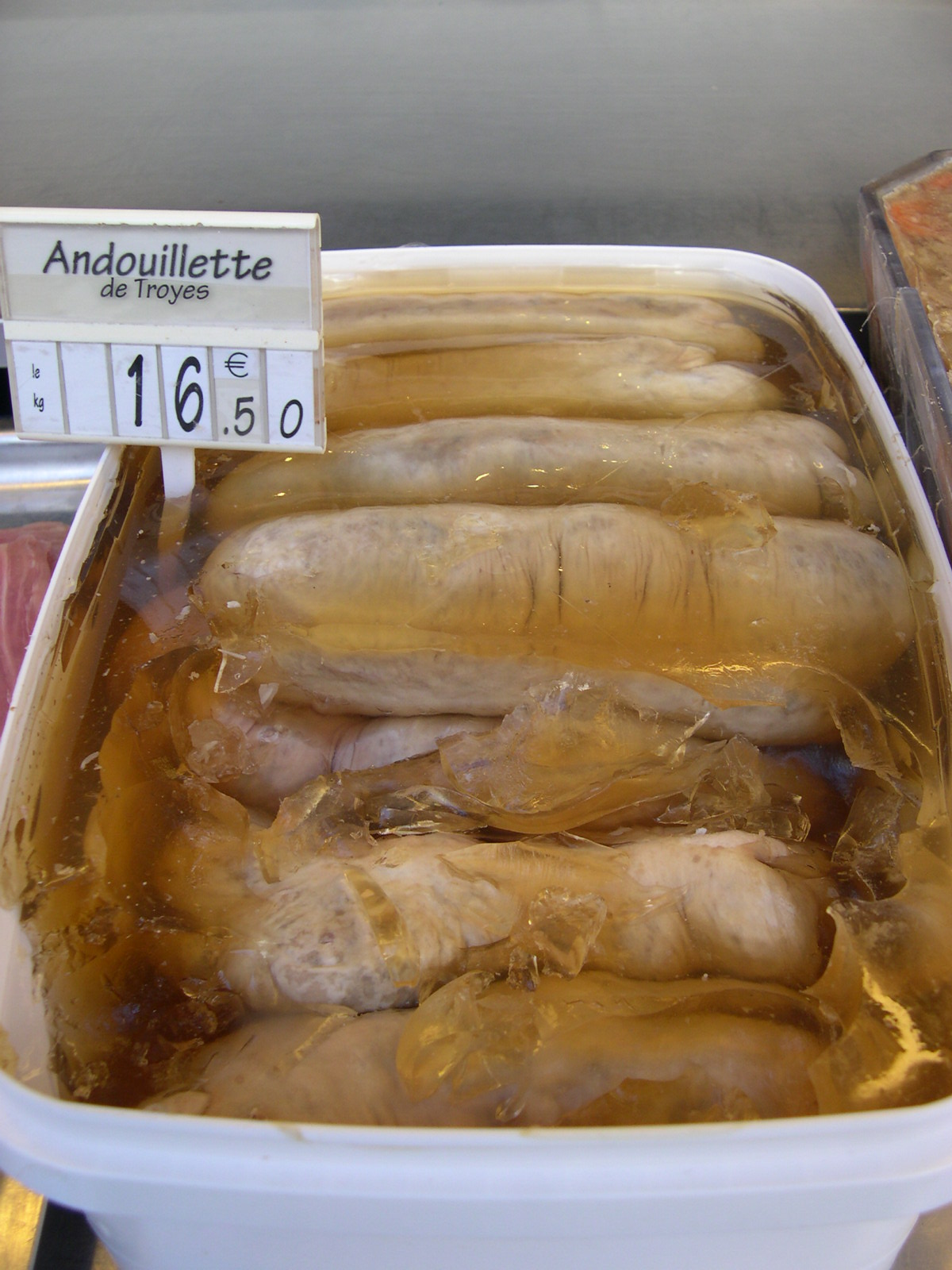
Andouillette uit Troyes in een charcuterie in Montmartre, Parijs

Een typisch exportproduct uit Frankrijk is naast wijn en kaas de foie gras of de ganzenlever.
Verder is de stad Lyon bekend om zijn orgaanvlees, zoals andouillette, tablier de sapeur, kalfslever, rognons à la crème en pens.
In Marseille heeft men traditioneel lamspoot en lamsmaag als gerechten onder de naam "pieds et paquets".
De klassieke Schotse haggis bestaat uit een schapenmaag gevuld met gekookte lever, hart, long, havermout en andere ingrediënten. In de Engelse Midlands maakt men faggot van gestampt of gehakt varkensorgaanvlees (vooral lever en wangen), brood, kruiden en uien, gehuld in varkensvet. Steak and kidney pie is zeer gekend en geliefd in Groot-Brittannië en Ierland. "Brawn" is de Engelse term voor hoofdkaas en "black pudding" is bloedworst. Geperste en gesneden ossentong is populair op broodjes.
Orgaanvlees komt in Duitsland vooral voor in regionale gerechten in het zuiden. De Beierse uitdrukking Kronfleischküche  bevat steak, maar ook orgaanvlees zoals Milzwurst, een worst met kleine stukjes milt, en gerechten gebaseerd op uiervlees. Zwaben is bekend voor de Saure Kutteln — zure pens, stomend heet opgediend met gefrituurde aardappelen. Herzgulasch is een soort goulash met hartvlees. Lever wordt veel gebruikt, bijvoorbeeld in sommige soorten Knödel en Spätzle, en in Liverwurst. Leber Berliner Art is een bekend gerecht uit Berlijn, en bestaat uit lever met gebakken appels en uienringen. Markklößchen is gebaseerd op beenmerg en opgediend als deel van een Hochzeitssuppe (huwelijkssoep).
In de Oostenrijkse en vooral de Weense keuken is Beuschel een traditioneel orgaangerecht. Het is een soort ragout met kalfslong en -hart.

### Zuid-Europa
In Italië worden orgaanvlees en ingewanden veel gegeten. De meest populaire zijn gebakken of gestoofde hersenen, gekookte maag, dikwijls opgediend in tomatensaus, lampredotto (de vierde koemaag), gekookt in bouillon en met peterseliesaus en pepers, lever (gebakken met uien of geroosterd), nieren, hart en bloedvaten (coratella of animelle), varkenskop, -ogen en -testikels, en allerlei bereidingen met kipingewanden.
Pajata, een traditioneel gerecht uit Rome, verwijst naar de ingewanden van een ongespeend kalf. In Sicilië houden velen van een broodje met de naam "pani ca meusa", brood met milt en caciocavallokaas.
In Spanje werd orgaanvlees gebruikt in veel traditionele gerechten, maar dit is geminderd bij de jongere generaties. Enkele traditionele schotels zijn callos (koepens, zeer traditioneel in Madrid en Asturië), lever, nieren (dikwijls bereid met sherry of gegrild), schapenhersenen, criadillas (stierentestikels), gesmoorde koeientong, varkenskoppen en -poten, varkenshersenen (onderdeel van de klassieke 'tortilla sacromonte' in Granada), en varkensoren (vooral in Galicië). Er bestaan ook vele soorten bloedworst (morcilla).
In Portugal kent men varkenspoten als chispe. Pens en varkensoren worden gekookt in bonenbouillon. Koeienhersenen (mioleira) zijn ook een delicatesse, hoewel het verbruik verminderd is sinds de uitbraak van Creutzfeld-Jakob. Varkensbloed wordt ook gebruikt voor een bijzondere vorm van bloedworst, farinhato, die bloem en kruiden bevat. Kippenpoten worden ook gebruikt in soepen.
In Griekenland (en Turkije, Albanië en Noord-Macedonië) eet men splinantero, bestaande uit lever, milt en kleinere organen, geroosterd boven een vuur. Een feestvariant is kokoretsi (van het Turks kokoreç, of Macedonisch kukurek), voor het paasfeest; stukken orgaanvlees van lam (lever, hart, longen, milt, nieren en vet) worden aan een spit geregen en geroosterd boven een koolvuur. Een ander paasgerecht is magiritsa, een soep van lamsingewanden en sla in een witte saus en gegeten om middernacht op paaszondag als einde van de vasten.

### Oost-Europa
In Polen gebruikt men orgaanvlees en brood om kaszanka te bereiden, een traditionele bloedworst van varkensbloed en -ingewanden.
In Roemenië is er een schotel genaamd drob die lijkt op haggis, en die met Pasen opgediend wordt. Roemeense boeren maken een soort traditionele worst met varkensorganen, genaamd caltaboş. Een populaire ingewandensoep heet ciorbă de burtă en lijkt op shkembe chorba. Er zijn ook twee varianten op de hoofdkaas: piftie met gelatine wordt koud opgediend en is gewoonlijk gemaakt van varken of rund, en pacele, die uitsluitend gemaakt is van vlees en kopweefsel, en opgediend wordt met veel look of looksap. In Roemenië bestaan er ook veel schotels gebaseerd op een volledig orgaan, zoals gegrilde varkens- of koeiennier (opgediend met gekookte of gestoomde groenten, meestal erwten of wortelen), hersenen (gewoonlijk van lam, in deeg gerold en gefrituurd), stoverij van tong en olijven en andere.
De Armeense keuken kent een traditionele schotel khash uit de Shirak-streek. Het bevat meestal varkens- of koeienpoten, maar ook oren of darmen kunnen gebruikt worden. Vroeger was dit een gerecht voor de armen, tegenwoordig is het een delicatesse, vooral bij winterse feesten.
In Bulgarije, Noord-Macedonië en Turkije is shkembe chorba een veel verspreide soepvariant met pens.
In Hongarije zijn er allerlei traditionele schotels gebaseerd op orgaanvlees. Gemalen of gehakte varkensingewanden worden verwerkt in een hartige worst genaamd "disznósajt" (letterlijk "varkenskaas"). Stoofschotels en puddingen gemaakt met bloed (gevogelte, varken of rund) komen ook veel voor. Stoverij van hanentestikels wordt beschouwd als een delicatesse op het platteland.
In Rusland zijn rundslever en -tong geliefd, gekookt en zo opgediend. Nieren en hersenen worden soms gebruikt in de keuken. Het hart wordt meestal afzonderlijk gegeten of als supplement bij gemalen vlees, net zoals longen. Varkens- of schapenmaag wordt soms gebruikt voor nyanya, een schotel die lijkt op haggis. Kop en collageenrijke delen worden gebruikt om kholodets te maken, een soort aspic, waarbij deze delen langzaam gekookt worden met vlees en kruiden, en dan verwijderd en weggegooid. Het overblijfsel wordt afgekoeld tot het stolt.

## Latijns-Amerika

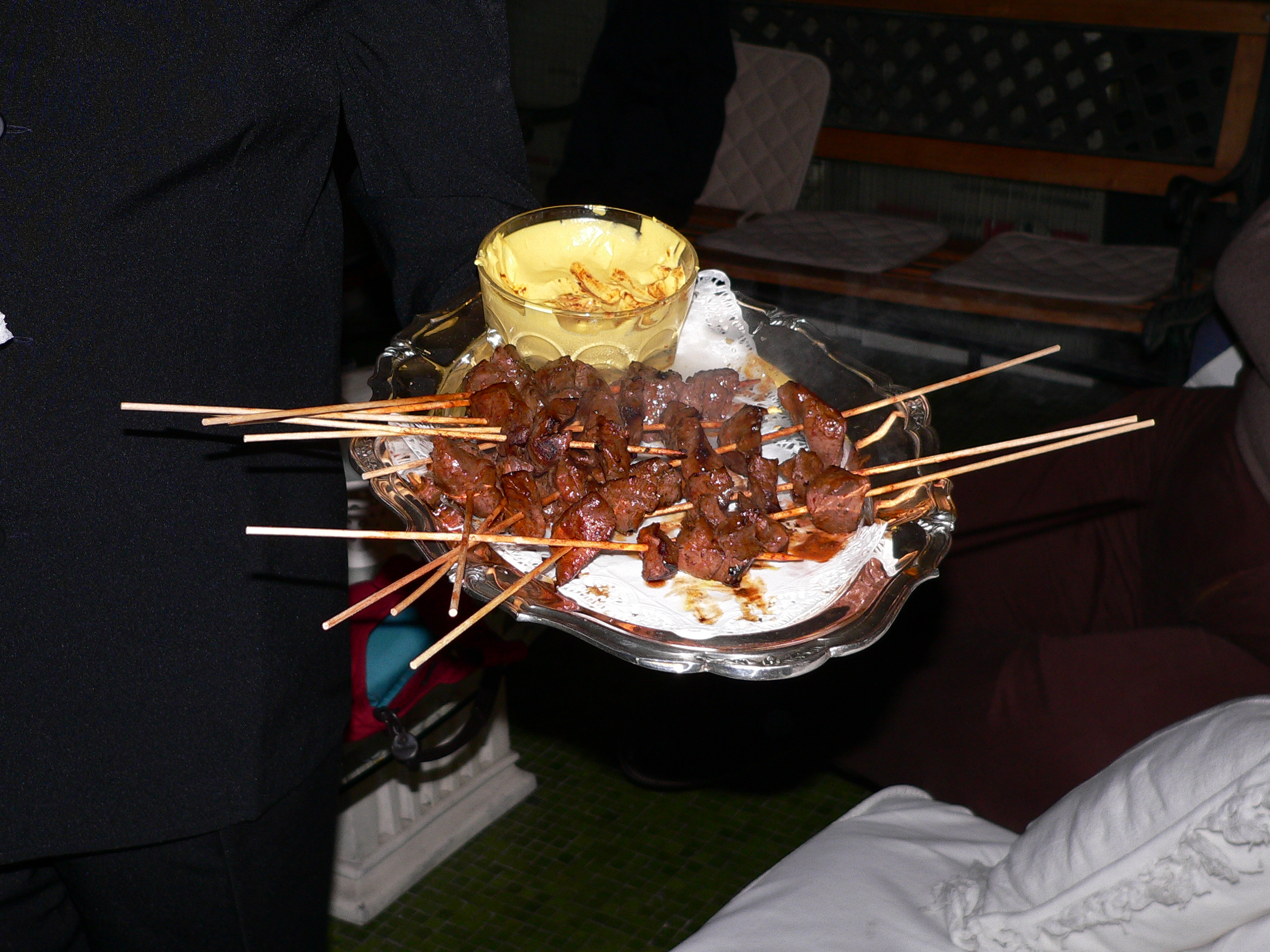
Peruviaanse anticuchos

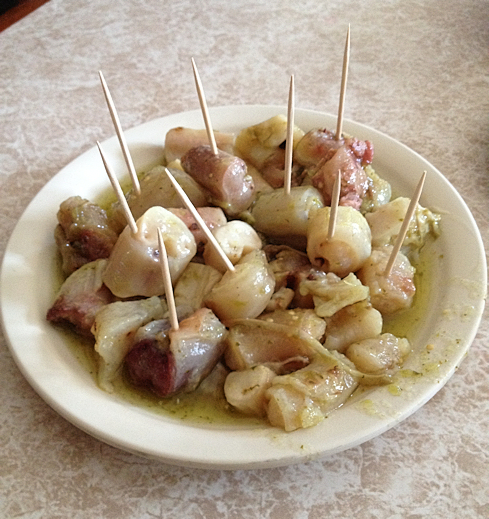
Gesauteerde stierenpenis als hors d'oeuvre in Oaxaca, Mexico

In sommige Latijns-Amerikaanse landen zoals Mexico worden bijna alle ingewanden en organen regelmatig gegeten. Kippenharten, spiermagen en levers worden gewoonlijk gebakken of gekookt, op zichzelf of in een bouillon. Hersenstam wordt opgediend als soep, sopa de médula. De tong wordt gekookt om taco's te bereiden. Ogen worden gegeten als tacos de ojo. Tripas (ingewanden) worden ook gegeten, maar meer in taco's dan in stoofschotels. Een populair gerecht is de "pancita" of "menudo", een stoofschotel van rundsmaag. Koeienkop wordt "Tacos de Cabeza" genoemd, waarbij alles meegegeten wordt, lippen, wangen, ogen, etc. Schapen- of geitenkop wordt ook gegeten als deel van de barbacoa. De "montalayo" is een schotel gemaakt van gehakte organen, gekruid met adobo, en gekookt in een schapenmaag. Dit is gekend als "Menudo de Birria" in staten aan de Stille Oceaan en wordt daar gemaakt met geit in plaats van schaap. Varkenshersenen zijn een delicatesse en worden gebruikt in de gefrituurde quezadillas de sesos. Varkens- en rundslever worden regelmatig gegeten nadat ze zijn gebakken in de pan met uien of in een deegje gefrituurd. Varkensoren, -poten en -snuit worden gepekeld en gegeten in tostada's. In Peru wordt rundshart gebruikt voor anticuchos - een soort brochette.
In Brazilië horen bij een churrasco (barbecue) dikwijls kippenharten aan een spit. De typische feijoada bevat soms varkensoren, -poten en -staart. Buchada is een populaire schotel uit het noorden met de organen van een geit, in blokjes gesneden, gekruid en dan gekookt in een geitenmaag.
In Argentinië, Chili en Uruguay bestaan er varianten met orgaanvlees ("achuras" genaamd) op de traditionele asado, zoals chinchulines en tripa gorda, mollejas en riñón (koeiennier). Sesos (hersenen) worden gebruikt als vulsel voor ravioli. Tong wordt meestal gekookt, gesneden en gemarineerd met olie, azijn, zout, pepers en look. Criadillas (testikels) worden meestal gegeten in streken waar vee gehouden wordt.

## Afrika
In Afrika maakt men worsten van de kleine darm van geiten, koeien of schapen, gevuld met pepers en stukjes vlees, vet en bloed (hoewel sommigen het zonder bloed verkiezen). In Kenia noemt men dit 'mutura', de naam in het Kikuyu. Schapen- of geitenmaag wordt ook op die manier gevuld.
In de traditie van de Kikuyu zijn gegrilde geiten- of schapennieren een delicatesse, meestal een voorrecht voor jonge vrouwen, hoewel tegenwoordig iedereen het eet. De tong was gereserveerd voor de mannen en de oren voor de kleine meisjes. De testikels waren voor de jonge mannen.
Lever wordt ook gegeten. De koppen, longen en hoeven worden gekookt om soep te maken en soms gemixt met kruiden voor geneeskundige doeleinden.
In Zuid-Afrika wordt orgaanvlees gegeten door Zuid-Afrikanen van verschillende achtergrond. Als gevolg van de populariteit van dit gerecht is het een van de weinige gewoontes die blanke (met name Afrikaners) en zwarte Zuid-Afrikanen delen.
Gerechten met orgaanvlees in Zuid-Afrika bestaan meestal niet uit alle organen en zijn eerder beperkt tot maagwand, schapenkop en zeer zelden hersenen. Schapenkop heeft door de jaren heen vele bijnamen gekregen, zoals 'skobo' (betekent kop in de townships) en 'smiley' (verwijzend naar de uitdrukking van de kop als ze worden gekookt).
In Zimbabwe is orgaanvlees een veel voorkomende schotel genoten door mensen van alle culturen. Van de koe worden de maag, hoeven, darmen, lever, kop, de tong en zeer zelden in bepaalde gemeenschappen, de testikels gegeten. Kipgerechten zijn poten, lever, darmen en spiermaag.

## Azië

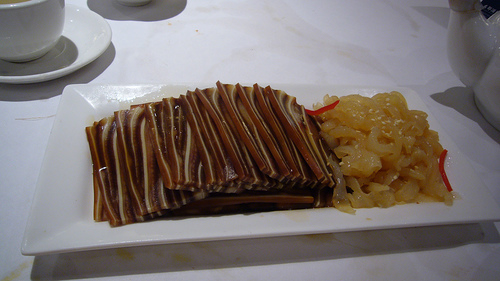
Chinese lou mei, met varkensoren (links), en kwal (rechts)

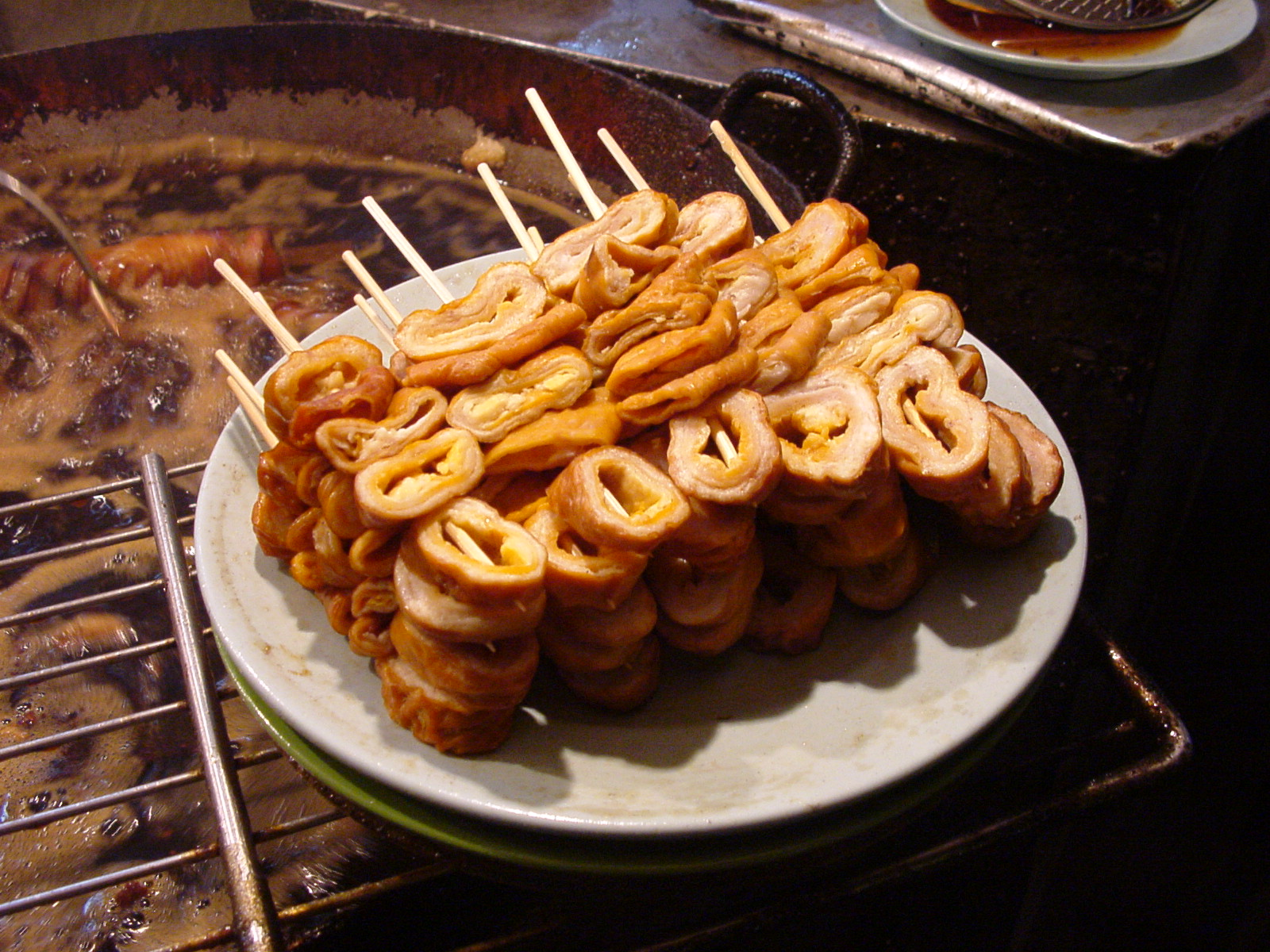
Gefrituurde varkensingewanden uit China

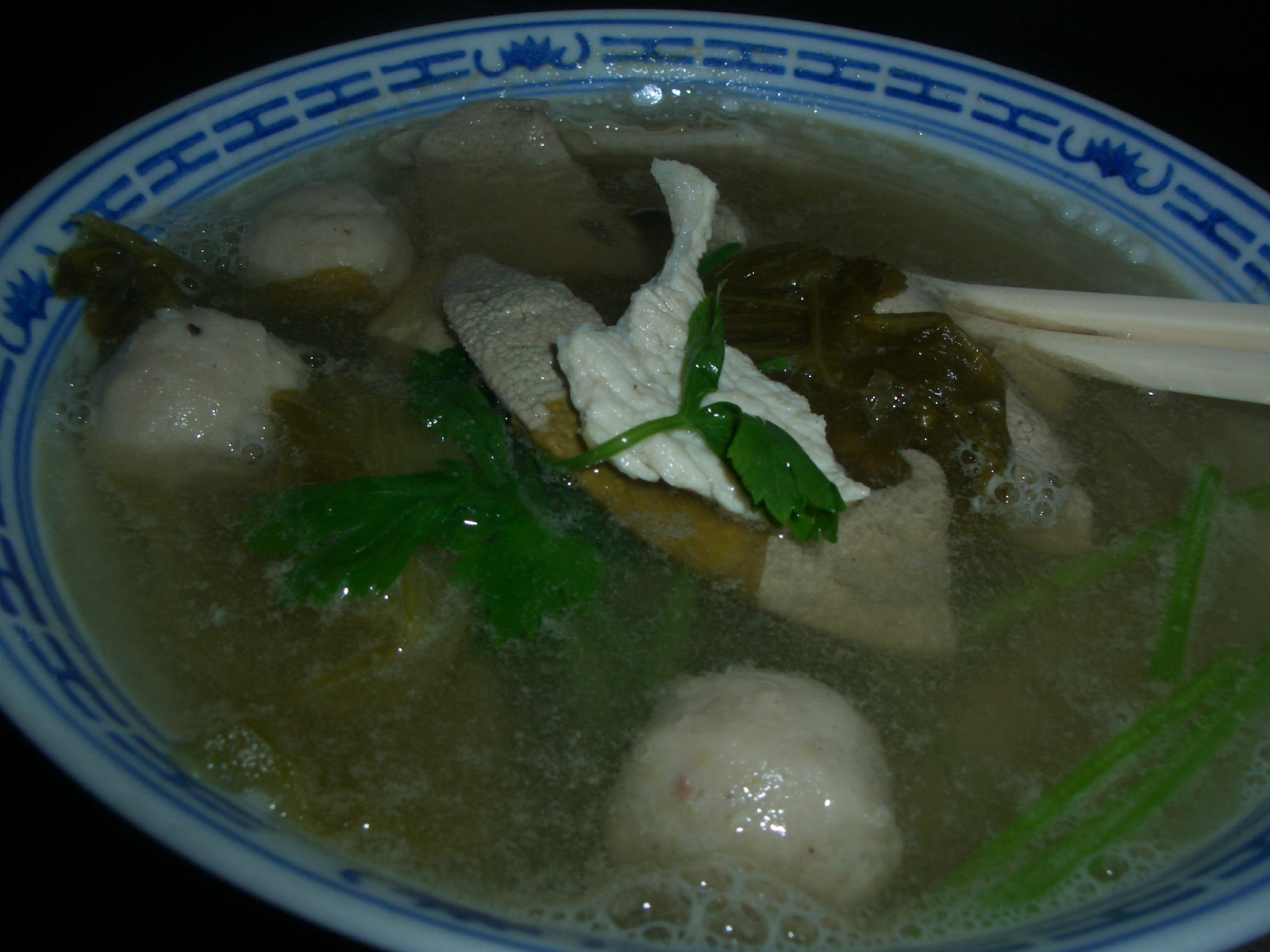
Varkensorgaansoep uit Maleisië en Singapore

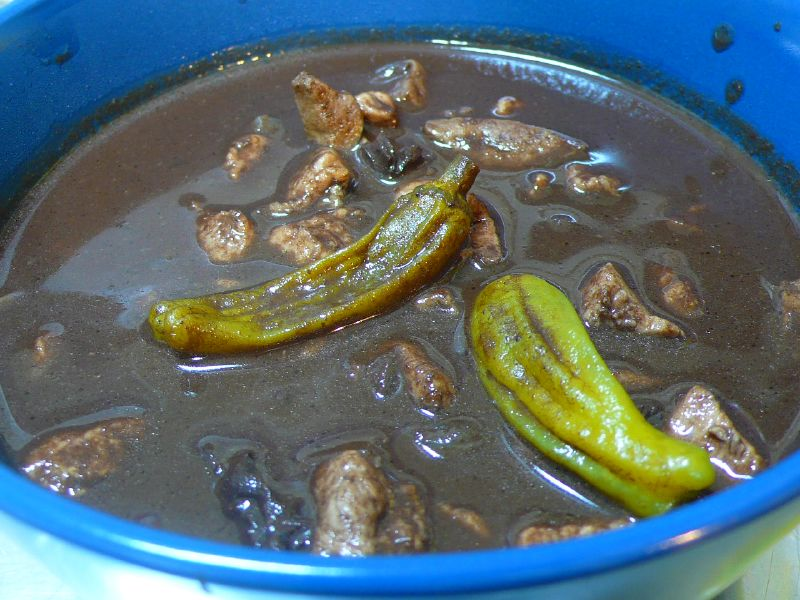
Een bord dinuguan uit de Filipijnen

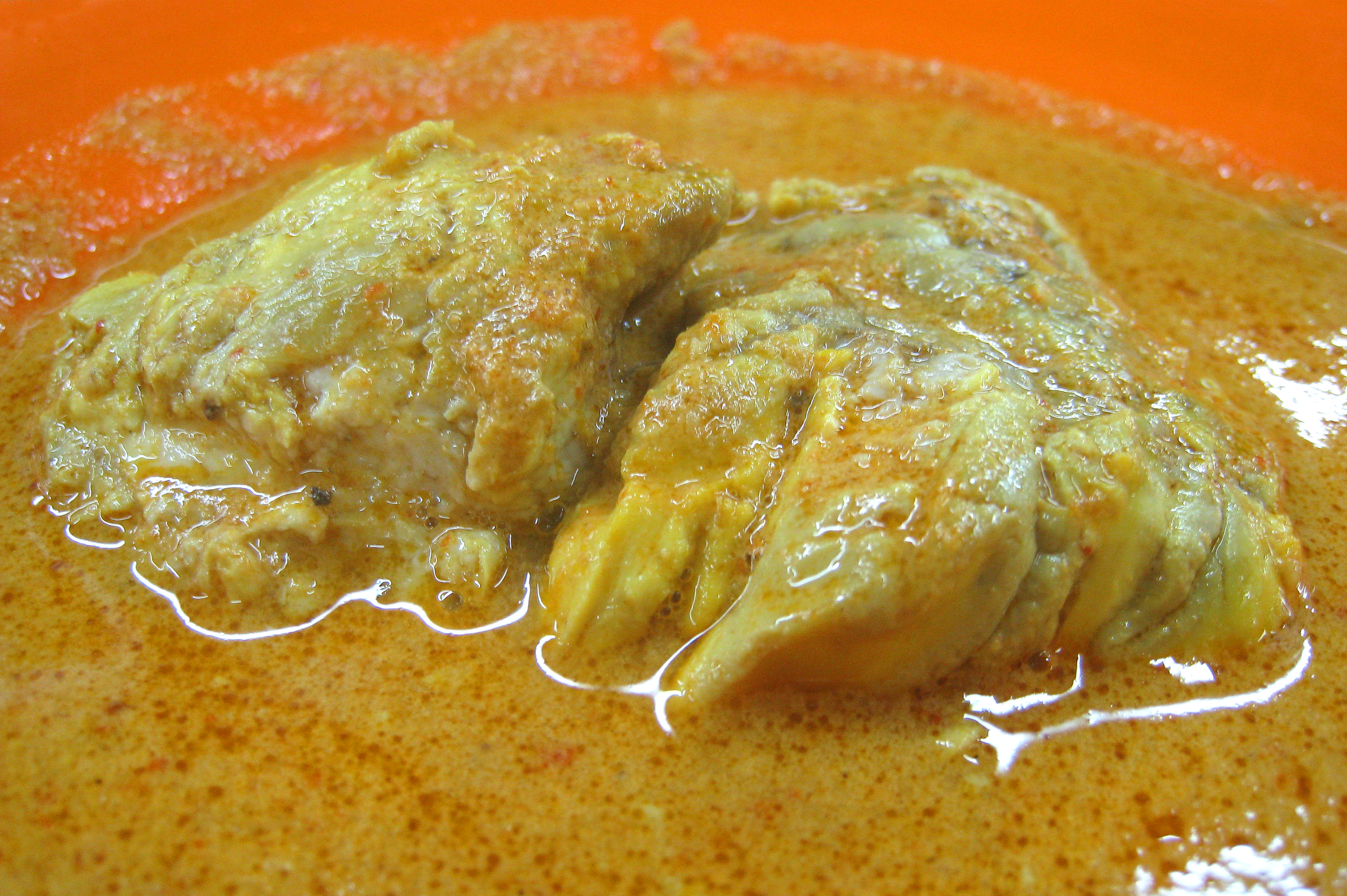
Gulai otak, curry van rundshersenen uit Indonesië

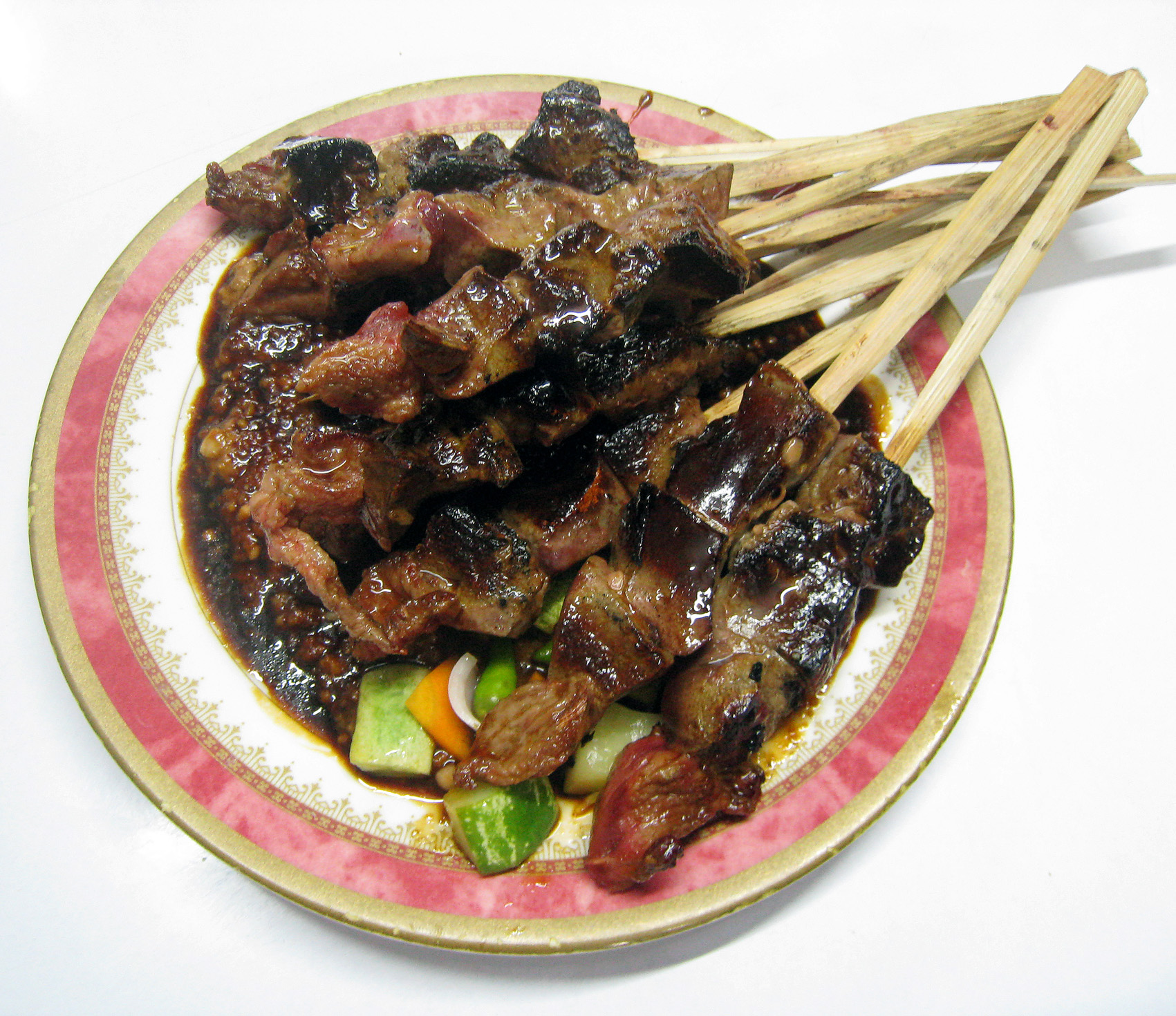
Geitenleversaté uit Indonesië

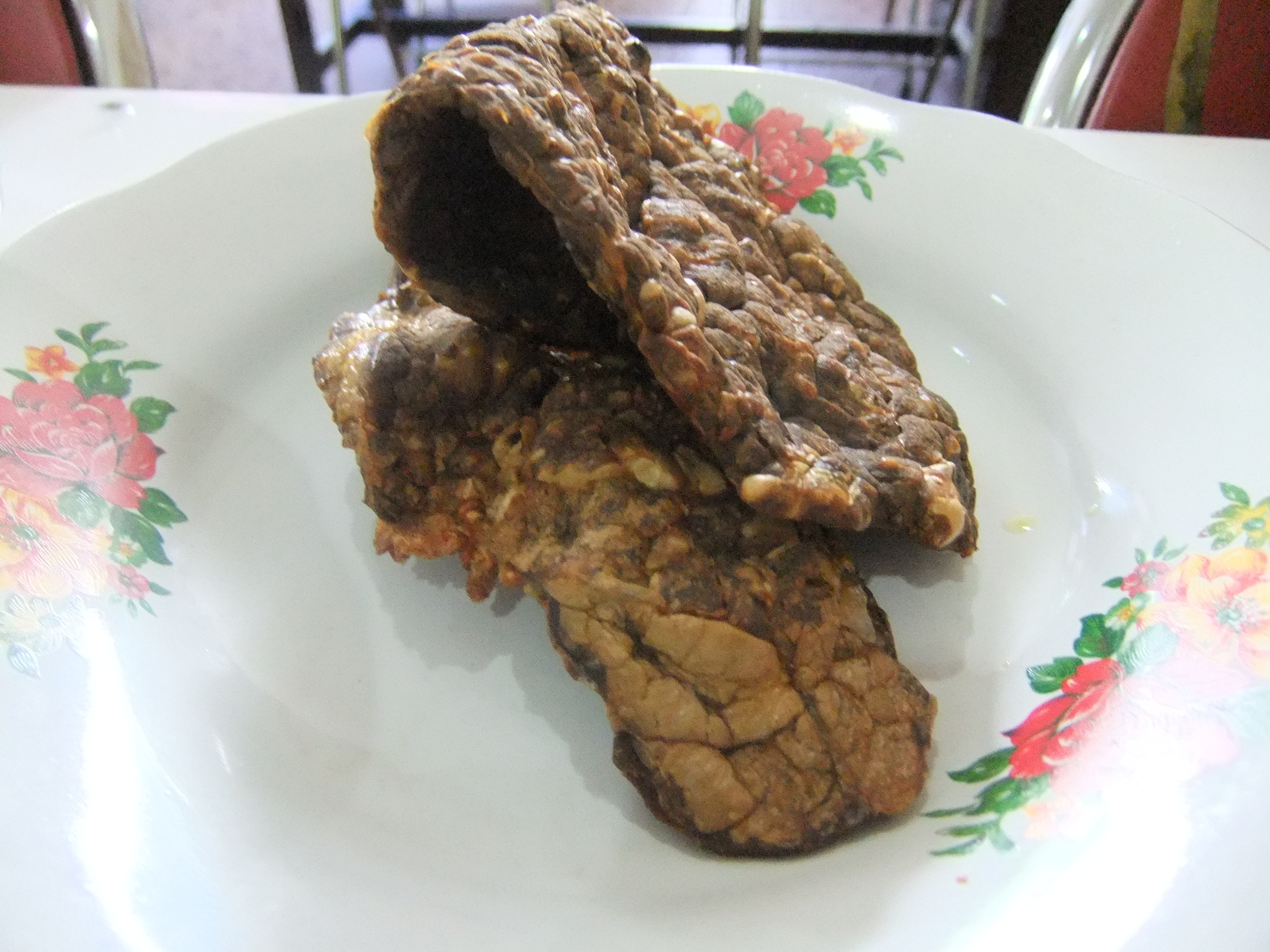
Gebakken koeienlong in Padang-stijl uit Indonesië

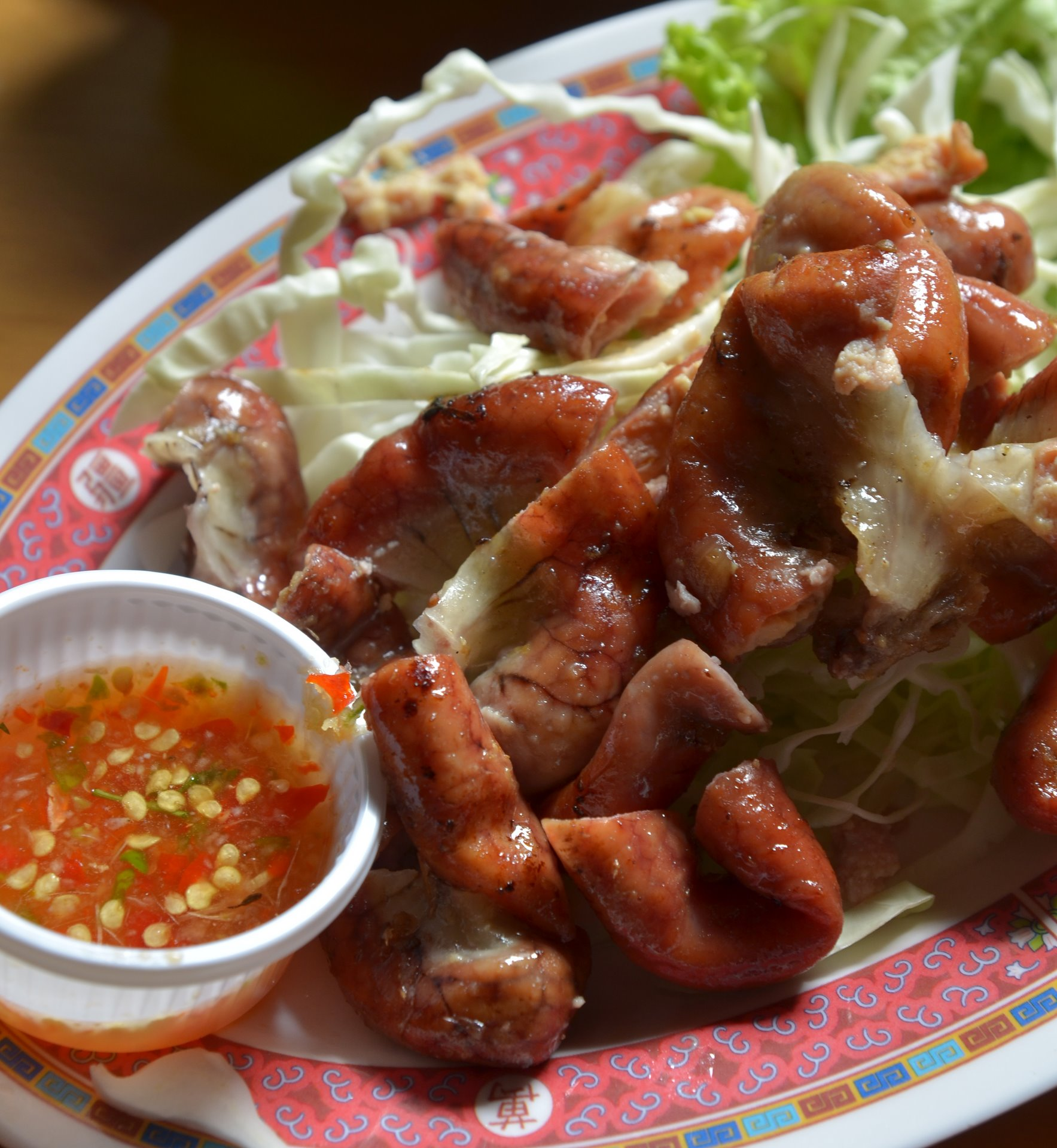
Sai mu thot, gefrituurde varkensingewanden uit Thailand

### Oost-Azië
In China worden veel organen gebruikt voor voedsel of traditionele Chinese geneeskunde. Omdat varkensvlees het meest gegeten wordt, zijn enkele populaire gerechten met orgaanvlees varkensnieren met oestersaus, gember en lente-uitjes, "Wu Geng Chang Wang" een pittige stoofpot met gekonfijte mosterd, tofu, varkensdarmplakjes en gestold varkensbloed. "Zha Fei Chang", gefrituurde darmplakjes gedoopt in een zoete bonensaus, wordt vaak aangeboden door straatventers. Varkenstong met zout en sesamolie is ook een populair gerecht, vooral in de provincie Sichuan. Gestoofd varkensoor in sojasaus, vijfkruidenpoeder en suiker is een veel gegeten voorgerecht verkrijgbaar van venters of in de grote lokale supermarkten. Varkensbloedsoep is ten minste 1.000 jaar oud sinds de Noordelijke Song-dynastie, toen de typische Chinese restaurants en eetgelegenheden populair werden. Varkensbloedsoep en dumplings, jiaozi, werden gebruikt als voedsel voor nachtarbeiders in Kaifeng. In de Shanghai-keuken heeft de soep zich ontwikkeld tot het bekende "Suan La Tang", met diverse extra ingrediënten. Naast het varkensvlees wordt het orgaanvlees van andere dieren gebruikt in de traditionele Chinese keuken, meestal vee, eend en kip.
Misschien wel de beste voorbeelden van waar orgaanvlees tot culinaire hoogte wordt gebracht vindt men in Hongkong, waar alle Chinese regionale keukens samenkomen. Naast het populaire cha siu gegrild varkensvlees, "siu yuk" krokante varkenshuid, en diverse soorten pluimvee, zijn er ook geroosterde kippenlever met honing, en de zeer traditionele, en tegenwoordig erg dure, "Gum Chin Gai ", een andere dimsum geroosterd in honing bestaande uit een sandwich van een deel varkensvet, varkens-/kippenlever, gember en cha siu.
In dimsum-restaurants worden de poten van kippen, eenden en varken aangeboden in verschillende kookstijlen. Varkenspoten in zoete azijn gestoofd bijvoorbeeld is een populaire schotel tegenwoordig. Jonge gemberstengels, gekookte eieren, en geblancheerde varkenspoten worden een paar uur gestoofd in zoete zwarte rijstazijn om "Jui Kerk Gieng" te maken. "Ap Kerk Jat" is een deel ham, shiitake en gefrituurde vismaag omwikkeld met eendenpoten in een gedroogd tahoeblad en gestoomd. Het gebruik van visafval in de Kantonese keuken is niet beperkt tot de pens. Zo is er een volksgerecht van "Tung Gong Yu Wan Bo", een schotel met de lippen van zoetwatervis, en haaienvinnensoep.
De Chaozhou-keuken is ook op zijn best in Hongkong. Ganzenvlees, -lever (foie gras), -bloed, -darmen, -poten, -nek en -tong zijn belangrijke ingrediënten in verschillende gerechten. Er is ook een soep van varkensmaag met hele peperkorrels en mosterd.
In Japan wordt afval van kippen vaak gespiesd en gegrild boven houtskool als yakitori, te serveren naast een drankje in een izakaya, een Japanse taverne. Slachtafval afkomstig van vee is ook een ingrediënt in bepaalde gerechten (zie yakiniku). Echter, de traditionele Japanse cultuur vermijdt voornamelijk slachtafval van grote dieren als gevolg van het ontbreken van een lange traditie van vlees eten, omdat boeddhistisch Japan een grotendeels vegetarische natie was tot aan het einde van de 19e eeuw (met uitzondering van de consumptie van vis en schaal- en schelpdieren). Tijdens de Chinees-Japanse oorlog namen Japanse troepen varkens van Chinese boeren als buit en ze slachtten de dieren alleen voor het echte vlees (geen kop, poten of ingewanden). Dit is sinds kort veranderd, en restaurants die gespecialiseerd zijn in orgaanvlees (met name rund), vaak Koreaanse stijl, zijn vrij algemeen, en bieden een breed scala. In sommige delen van Japan, zoals Yamanashi, Nagano en Kumamoto, eet men orgaanvlees van paarden opgediend als stoofschotel etc.
Het gebruik van orgaanvlees in Korea is vergelijkbaar met China, maar minder frequent. Gegrilde darmsneetjes en varkensbloed zijn deel van het menu. Hoofdkaas met kop van varken was heel populair in het verleden. Gestoomde varkensdarmen zijn gemakkelijk te vinden op de traditionele markten. De populaire traditionele Koreaanse worst genaamd sundae is gestoomde varkensdarm gevuld met varkensbloed, gekruide noedels en groenten. Varkenspoten gestoomd in een speciale bouillon worden beschouwd als een delicatesse in Korea. Rundsmaag en -darmen zijn nog steeds heel populair. Het is ook niet moeilijk gegrilde kippenharten, -spiermaag en -poten te vinden in de traditionele straatbars.

### Zuidoost-Azië
In Indonesië zijn organen van koe en geit populaire delicatessen. Ze kunnen worden gebakken, gebruikt in sotosoepen of gegrild als saté en bijna alle delen van het dier worden gegeten. Soto Betawi staat bekend als het type van de soto dat verschillende soorten van orgaanvlees gebruikt, terwijl soto babat alleen pens gebruikt. Binnen de Indonesische keuken staat de Minangkabau-keuken (in de volksmond bekend als "Padang food") bekend om zijn voorliefde voor orgaanvlees, meestal in gulai (een soort curry), zoals gulai otak (hersenen), gulai babat (pens), gulai usus (darm), gulai sumsum (beenmerg), ook gebakken hati (lever) en limpa (milt). Het kraakbeen, de huid en de pezen van koeienpoten worden ook gebruikt als gerechten genaamd tunjang, kaki sapi of kikil, en kunnen ook bereid worden als gulai of soto. Koeienmaag (babat) en -darm (iso) zijn populair, gebakken of in soep, in de Javaanse keuken. Koeienlong, genaamd paru, bedekt met kruiden (kurkuma en koriander) en dan gebakken, wordt vaak gegeten als snack of bijgerecht. Lever wordt soms ook verwerkt in een pittig gerecht genaamd rendang. Koeien- of geitentong in plakken gesneden en gebakken, soms in een pittige saus, of rundstong worden gekookt als semur-stoofpot. Hersenen worden soms gegeten als soto of gulai. Stieren- en geitentestikels, in de volksmond torpedo worden gegeten als saté of soto. Vanwege de zeldzaamheid zijn de testikels het duurste orgaanvlees in Indonesië. Ingewanden van kip en eend worden ook vaak gegeten.
In Maleisië worden koeien- of geitenlongen, genaamd paru, bedekt met kurkuma en gebakken vaak geserveerd als bijgerecht bij rijst, in het bijzonder in de erg populaire nasi lemak. Pens wordt gebruikt in een paar gerechten, ofwel roergebakken of in een jus. Pens wordt ook geconsumeerd als saté. Lever wordt gefrituurd of gewokt in een aantal groentegerechten.
In de Filipijnen eet men vrijwel elk deel van het varken, met inbegrip van snuit, darmen, oren en ingewanden.  Dinuguan is een bepaald type van bloedstoofpot (afhankelijk van de regio) gemaakt met varkensdarmen, varkensvlees en soms oren en wangen, meestal met een azijnbasis, en groene chilipepers.  Bopis (bópiz in het Spaans) is een pittig Filipijnse gerecht gemaakt van varkenslongen en het hart gebakken in tomaten, pepers en uien. Isaw is een andere traktatie vooral genoten in de Filipijnen, een kebab gemaakt met stukken dikke darm van een varken, gegrild en ondergedompeld in azijn. Knapperige pata is populair, dat bestaat uit varkenspoten die zijn gekookt tot ze zacht zijn, in stukken gesneden en vervolgens gefrituurd.
In Singapore is soep van varkensorganen een veel voorkomend aanbod bij straatventers. Als gevolg van de etnische samenstelling van de bevolking van Singapore worden veel van de hierboven vermelde gerechten uit Indonesië en Maleisië ook gevonden in Singapore.
In de Thaise keuken wordt orgaanvlees gebruikt in vele gerechten. De bekende larb gemaakt met varkensgehakt, die je vaak op het menu ziet in het Westen, zal in Thailand ook vaak lever en/of darmen bevatten. Gefrituurde darmen, die bekendstaan als sai mu thot, worden gegeten met een pittige dipsaus. Enkele andere gerechten die slachtafval bevatten, zijn de Thais-Chinese soep kuaichap (darmen, lever) en de Noord-Thaise aep ong-o (varkenshersenen). Ook visdarmen worden gebruikt, zoals in de Zuid-Thaise kaeng tai pla.
In Vietnam is eten gemaakt van de inwendige organen populair. Sommige gerechten zoals Cháo lòng en Tiết canh gebruiken varkensorganen als belangrijkste ingrediënten. Cỗ lòng, een mengeling van gekookte varkensingewanden is een delicatesse. Hart, tong, en maag worden beschouwd als het mooiste deel en kunnen even duur zijn als steak.

### Zuid-Azië
In India en Pakistan houdt men van geitenhersenen (maghaz), -poten (siri paya), -kop, -maag (ojhari of but), -tong (zabaan), -lever (kaleji), -nier (gurda), -uier (kheeri) en -testikels (kapooray) en kippenhart en -lever. Kata-kat is een combinatie van kruiden, hersenen, lever, nieren en andere organen.
In Bangladesh zijn hersenen (mogoj), poten (Paya), kop (matha), maagwand (Bhuri), tong (jib-ba), lever (kolija), nieren en hart van stieren of geiten delicatessen. Kippenhart, spiermaag (gi-la) en lever worden ook geapprecieerd.
In Nepal worden geitenhersenen (gidi), -poten (khutta), -kop (tauko), -maagwand (bhudri), -tong ( jibro), -lever (kalejo), -nieren, -longen (phokso), -darmen (aandra), bloed (ragati) en in mindere mate -testikels beschouwd als delicatessen en ze worden zeer gegeerd in Dashain als families samenkomen en ze met whisky en bier gegeten worden. Kippenhart en -lever worden ook gegeten, maar het is vooral de spiermaag van de kip die echt gewaardeerd wordt.

### Midden-Oosten
In Libanon worden lamshersenen gebruikt in nikhaat-schotels en soms als beleg voor broodjes. Een ander populair gerecht is korouch, schapeningewanden gevuld met rijst.
In Iran worden tong (zabaan), poten (paa) of Kaleh Pacheh, schapenlever (jigar), hart (qalb), long (shosh), testikels (dombalan) en nieren gebruikt in bepaalde soorten kebab.

## Gezondheidsrisico's
Sommige soorten orgaanvlees zijn niet veilig voor consumptie:
- De ingewanden van de fugu zijn zeer giftig — in Japan mag fugu alleen bereid worden door speciaal opgeleide meesterchefs, en onder strikte regels, hygiëne en licenties.[3]
- De lever van de ijsbeer is niet veilig om te eten omdat hij zeer veel vitamine A bevat en hypervitaminosis A kan veroorzaken, een gevaarlijke aandoening.
- Sommige ingewanden bevatten veel coliformbacteriën en moeten grondig gereinigd en gekookt worden om veilig te zijn.
- Weefsel van het zenuwstelsel kan besmet zijn met TSE-prions, wat de gekkekoeienziekte (BSE) kan veroorzaken.[4]
- Bepaalde soorten orgaanvlees bevatten veel cholesterol.[5][6][7][8][9]